# Martijn Koning
Martijn Koning (Zwolle, 9 december 1978) is een Nederlandse stand-upcomedian, cabaretier, columnist en tekstschrijver.

## Levensloop

### Jeugd en opleiding
Koning groeide op in Hattem en Zwolle. Nadat hij tweemaal was gezakt voor zijn havo, ging hij werken op Guernsey. Na een toelatingsexamen voor de Vrije Universiteit Amsterdam studeerde hij achtereenvolgens Engels en rechten, die hij beide niet afmaakte. Daar kwam hij in aanraking met Toomler.

### Carrière
In 2004 begon Koning met stand-upcomedy bij het Comedy Cafe en nog datzelfde jaar was hij een van de finalisten van de Culture Comedy Award. Hij sloot zich aan bij de Comedy Explosion. Een jaar daarna won hij de persoonlijkheidsprijs van het Groninger Studenten Cabaret Festival. Sinds 2006 maakt hij deel uit van de Comedytrain en speelt hij wekelijks in Toomler.
Vanaf 2009 verzorgde Koning wekelijks een column in het VARA-radioprogramma Spijkers met koppen. Daarnaast levert hij tekstbijdragen aan programma's van andere cabaretiers en schreef hij voor onder andere Dit Was Het Nieuws – waarin hij ook een seizoen lang een van de teamcaptains was – en Koefnoen.
Vanaf januari 2011 heeft hij zijn eigen televisieshow Eindemaands van Martijn Koning op Humor TV, een maandelijkse variant op de oudejaarsconference, met muzikale begeleiding van het duo Maartje & Kine. Sinds het vijfde seizoen van de BNN-popquiz Doe maar normaal is Koning een van de vaste teamleiders. Verder is hij lid van het presentatieteam van Cojones, dat sinds mei 2014 bij de VARA te zien is. Ook had hij een bijrol in de bioscoopfilm Doodslag, naast onder anderen Comedytrain-collega Theo Maassen, en in Familieweekend als een slimme broeder.
In november 2010 haalde Koning de finale van het Camerettenfestival. De Maand van Martijn was genomineerd voor de Neerlands Hoop 2014.
Sinds 13 oktober 2016 presenteert Koning het programma Celebrity Stand-Up op Comedy Central.
Van 2018 tot en met 2020 was Koning te zien als teamleider in het RTL 4-programma Het zijn net mensen.
Aan het einde van 2019 werd op oudejaarsavond zijn oudejaarsconference uitgezonden. De show werd geen succes.
Sinds oktober 2020 is Koning sidekick naast presentator Sander van Opzeeland in een podcast genaamd de Knorrepodcast, hierin bespreken zij wekelijks de actualiteit en proberen zij nieuw comedymateriaal uit. Geregeld zijn andere comedians te gast, waaronder Raoul Heertje, Daniël Arends, Erik van Muiswinkel en Soundos El Ahmadi.
Op 11 maart 2021 zorgde Koning met een optreden in de talkshow Jinek voor veel commotie wegens een roast richting Forum voor Democratie-politicus Thierry Baudet, die volgens bepaalde kijkers en opiniemakers op de man gespeeld zou zijn. Later verklaarde Koning dat hij Baudet een spiegel wilde voorhouden. Baudet liep tijdens dit optreden weg uit het programma. RTL liet na afloop weten zich te distantiëren van de uitspraken van Koning en Eva Jinek bood haar excuses aan aan Baudet. 
Koning kreeg ook bijval, waaronder van Sander Schimmelpenninck en Paul Haenen.

## Privé
Koning woont samen.

## Voorstellingen

### Cabaretprogramma's
- 2015–2016: Koning Chaos
- 2016–2017: Koning van de lach
- 2017–2018: Koning te rijk
- 2018: Gabbers 3 (met Ali B, Najib Amhali en Roué Verveer)
- 2018–2019: Koning van de dieren
- 2020–2021: Koning van de toekomst
- 2022–2023: Appeltjes Schillen
- 2024-heden: Overkill

### Sinterklaasconferences
- 2014: Sint en nieuw
- 2015: Sint en nieuw

## Televisieprogramma's
- 2014–2016: Cojones
- 2015: Dit Was Het Nieuws - gast
- 2016–2017: Celebrity Stand-Up
- 2017: RTL Late Night – sidekick
- 2018-2020: Het zijn net mensen - teamcaptain
- 2018–2020: Beste kijkers - panellid
- 2018: Holland-België - deelnemer
- 2018–2019: Praat Nederlands met me - teamcaptain
- 2018: Comedy Central Roasts
- 2018: Fout en nieuw
- 2019: Oudejaarsconference
- 2021: Goed fout - teamcaptain
- 2025: Hart tegen Hart - teamcaptain